# Klaus Gendries
Klaus Gendries (* 22. Juni 1930 in Stettin; † 7. November 2023 in Berlin) war ein deutscher Regisseur, Drehbuchautor und Schauspieler.

## Leben und Karriere

### Arbeiten als Regisseur
Klaus Gendries gab Ende der 1940er-Jahre in Oldenburg sein Debüt am Theater. 1950 ging er an das Theater der Freundschaft in Berlin, später ans Theater nach Plauen, ans Deutsche Theater und an das Theater der Bergarbeiter nach Senftenberg. Dort kam unter seiner Regie im Jahr 1960 das Peter-Hacks-Stück Die Sorgen und die Macht zur Aufführung, das in der DDR für erhebliches Aufsehen sorgte und letztlich zum Rücktritt des DT-Intendanten Wolfgang Langhoff führte. 1963 wurde er Regisseur beim Deutschen Fernsehfunk, wo er 1965 mit Bernd Siegmundt, Jochen Thomas und Helga Raumer die siebenteilige Fernsehserie Aus dem Tagebuch eines Minderjährigen inszenierte, die auf Kurt Davids erschienenem Erzählungsband Freitags wird gebadet basiert. Anfang der 1970er-Jahre drehte er erfolgreiche Komödien wie Florentiner 73 (1972) mit Agnes Kraus oder Aber Vati! (1974) mit Erik S. Klein. Später setzte er auch vermehrt historische und literarische Stoffe um.

### Arbeiten als Schauspieler

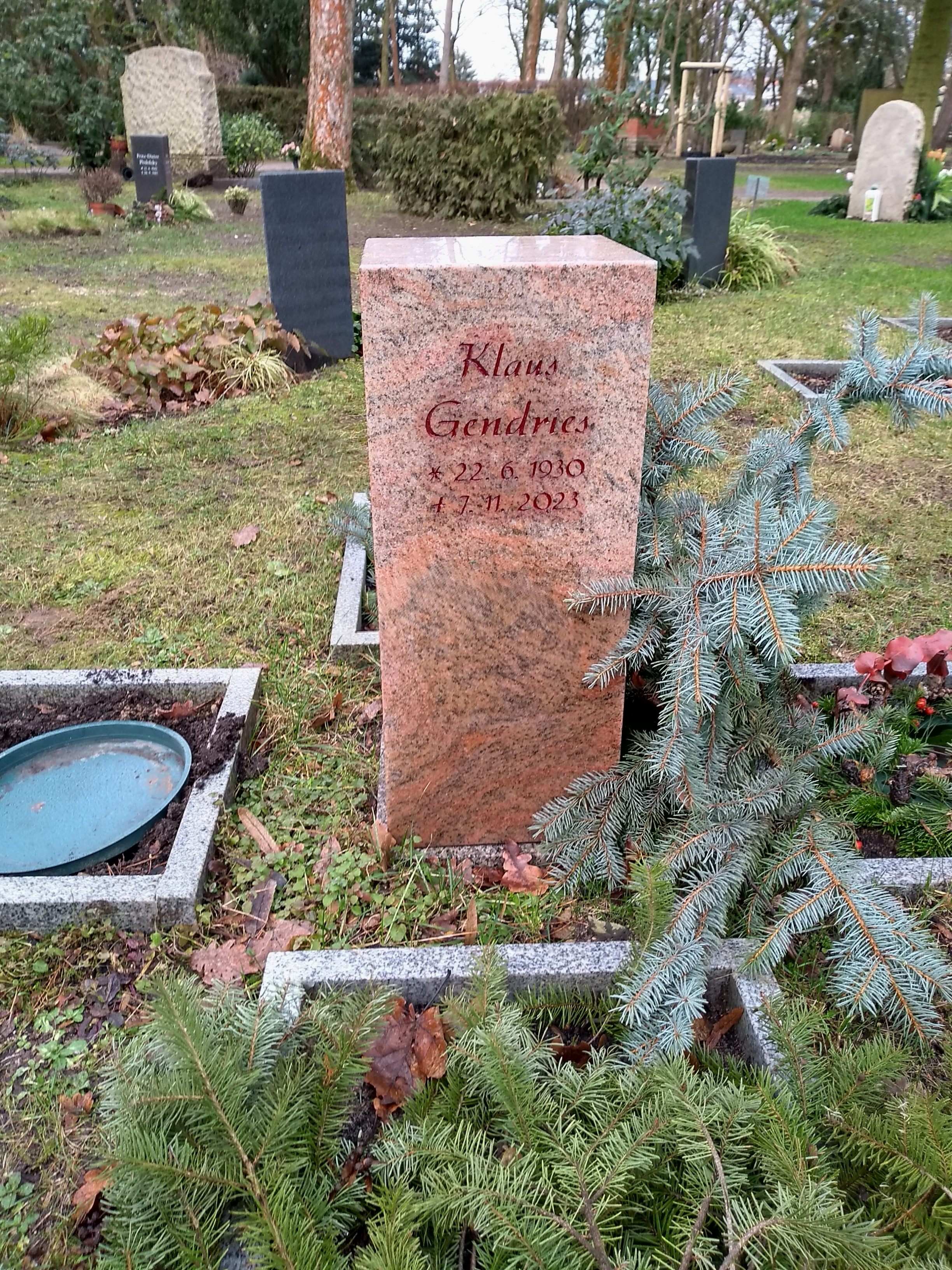
Grab auf dem Waldkirchhof Mahlsdorf

Gendries war neben seiner Arbeit als Regisseur auch vor der Kamera als Schauspieler aktiv, vor allem in den frühen 1960er-Jahren und wurde dabei besonders als Gesetzeshüter besetzt. Ende der 1980er-Jahre war er zweimal als Hauptmann Reger ein Ermittler in der Reihe Polizeiruf 110. Nach der Wende drehte er weiter für das Fernsehen; nun führte er vor allem in Serien wie Der Bergdoktor, Forsthaus Falkenau, Für alle Fälle Stefanie oder In aller Freundschaft die Regie. Er war auch als Drehbuchautor für Fernsehserien und Spielfilme aktiv. Sein gesamtes Schaffen von 1953 bis 2001 umfasst mehr als 90 Film- und Fernsehproduktionen. Zudem war er auch als Theaterregisseur tätig, so unter anderem am Deutschen Theater Berlin, Theater am Kurfürstendamm oder am Staatstheater Oldenburg.

### Privates
Gendries war in erster Ehe mit der Gesangslehrerin Leonore Heidenreich verheiratet und hatte aus dieser Ehe zwei Töchter. In zweiter Ehe war er mit der Schauspielerin Edda Dentges verheiratet, die später als Regisseurin beim Kinderfernsehen des DFF und unter dem Namen Edda Lingner als Bühnenbildnerin arbeitete. Sein Sohn aus dieser Ehe ist der Schauspieler Götz Gendries, der unter der Regie seines Vaters neben Erwin Geschonneck die Hauptrolle in Meschkas Enkel spielte. Sein schriftlicher Vorlass befindet sich im Archiv der Akademie der Künste in Berlin. Klaus Gendries starb im Alter von 93 Jahren am 7. November 2023 in Berlin. Sein Grab befindet sich auf dem Waldkirchhof Berlin-Mahlsdorf.

## Filmografie (Auswahl)
- 1953: Das kleine und das große Glück (Darsteller)
- 1958: Das Lied der Matrosen (Darsteller)
- 1958: Geschwader Fledermaus (Darsteller)
- 1959: SAS 181 antwortet nicht (Darsteller)
- 1960: Seilergasse 8 (Darsteller)
- 1961: Wenn Du zu mir hältst (Darsteller)
- 1962: Das zweite Gleis (Darsteller)
- 1963: Die Glatzkopfbande (Darsteller)
- 1963: Reserviert für den Tod (Darsteller)
- 1965: Aus dem Tagebuch eines Minderjährigen (Fernsehserie, Regie)
- 1968: Gib’ acht auf Susi (Fernsehfilm, Drehbuch, Regie)
- 1968: Rosen (Fernsehfilm, Drehbuch, Regie)
- 1969: Telegenerell (Fernsehfilm, Regie)
- 1970: Hafengeschichten (Fernsehfilm, Regie)
- 1970: Liebeslieder leben lange (Fernsehfilm, Regie)
- 1970: Nächtliche Mutprobe (Fernsehfilm, Regie)
- 1972: Florentiner 73 (Fernsehfilm, Regie)
- 1972: Seegeschichten (Fernsehfilm, Regie)
- 1974: Aber Vati! (Fernsehfilm, Regie, Drehbuch, Darsteller)
- 1974: Neues aus der Florentiner 73 (Fernsehfilm, Regie)
- 1975: Heute ist Freitag (Fernsehfilm, Regie)
- 1975: Mein lieber Mann und ich (Fernsehfilm, Darsteller, Regie)
- 1976: Camping-Camping (Fernsehfilm, Drehbuch, Regie, Darsteller)
- 1976: So ein Bienchen (Fernsehfilm, Regie)
- 1976: Jede Woche Hochzeitstag (Fernsehfilm, Regie)
- 1977: Der gepuderte Mann im bunten Rock oder Musjöh lebt gefährlich (Fernsehfilm, Drehbuch, Regie)
- 1978: Wie soll sich eine Frau entscheiden? (Fernsehfilm, Drehbuch, Regie)
- 1979: Aber Vati! – Fünf Jahre danach (Fernsehfilm, Regie)
- 1979: Verlobung in Hullerbusch (Fernsehfilm, Drehbuch, Regie)
- 1980: Am grauen Strand, am grauen Meer (Fernsehfilm, Regie)
- 1981: Meschkas Enkel (Fernsehfilm, Drehbuch, Szenario, Regie)
- 1982: Abgefunden (Fernsehfilm nach Erasmus Schöfer, Regie)
- 1983: Der Bastard (Fernsehfilm, Regie)
- 1984: Der Schimmelreiter (Fernsehfilm, Regie)
- 1984: Polizeiruf 110: Das vergessene Labor (Fernsehfilm, Darsteller)
- 1985: Verblendet (Fernsehfilm, Regie)
- 1986: Claire Berolina (Fernsehfilm, Regie)
- 1987: Der Freischütz in Berlin (Regie)
- 1987: Polizeiruf 110: Im Kreis (Fernsehfilm, Darsteller)
- 1987: Rheinsberg (Fernsehfilm, Regie)
- 1987: Sidoniens Bilder (Fernsehfilm, Regie)
- 1988: Polizeiruf 110: Flüssige Waffe (Fernsehfilm, Darsteller)
- 1988: Mensch, mein Papa …! (Darsteller)
- 1989: Die ehrbaren Fünf (Fernsehfilm, Regie)
- 1989: Immensee (Fernsehfilm, Regie)
- 1990: Drachensaat (Fernsehfilm, Regie)
- 1991: Das größte Fest des Jahres – Weihnachten bei unseren Fernsehfamilien (Fernsehfilm, Regie)
- 1996: Helden haben’s schwer (Fernsehfilm, Regie)
- 1999–2001: Der Landarzt (23 Folgen)

## Theater (Auswahl)
- 1953: Irina Karnauchowa/ Leonid Braussewitsch: Die feuerrote Blume – Regie: Margot Gutschwager (Theater der Freundschaft)
- 1978: Benito Wogatzki: Viola vor dem Tor – Regie (Theater im Palast)
- 2018: Rainer Lewandowski: Heute wieder Hamlet (Stadttheater Cöpenick)
- 2019: Peter Dehler: Die Olsenbande dreht durch (Stadttheater Cöpenick)